# الیزابت آن ستون
الیزابت آن ستون (انگلیسی: Elizabeth Ann Seton; زاده ۲۸ اوت ۱۷۷۴ – درگذشته ۴ ژانویهٔ ۱۸۲۱) یک قدیس مسیحی اهل ایالات متحده آمریکا بود.